# Епархия Вабага
 Епархия Вабага (лат. Dioecesis Uabagana) — епархия Римско-католической церкви c центром в городе Вабаг, Папуа — Новая Гвинея. Епархия Вабага входит в митрополию Маунт-Хагена. Кафедральным собором епархии Вабага является собор Доброго Пастыря.

## История
18 марта 1982 года папа римский Иоанн Павел II выпустил буллу «Universae ecclesiae», которой учредил епархию Вабага, выделив её из епархии Маунт-Хагена, которая в этот же день была возведена в ранг архиепархии.

## Ординарии епархии
- епископ Германн Райх (8 марта 1982 — 30 июня 2008);
- епископ Арнольд Оровае (30 июня 2008 — 27 декабря 2024);
- епископ Justin Ain Soongie (7 июля 2025 — по настоящее время).

## Источник
- Annuario Pontificio, Ватикан, 2007
- Булла Universae ecclesiae  (лат.)